# 73-й Берлинский международный кинофестиваль
73-й Берлинский международный кинофестиваль прошёл с 16 февраля по 26 февраля 2023 года в режиме офлайн без каких-либо ограничений, связанных с пандемией (в отличие от двух предыдущих), его лозунг — «Давайте соберёмся вместе»/«Let’s Get Together». Это четвёртый фестиваль, который проходит под руководством Карло Чатриана и Мариэтты Ризенбек. Фильмом открытия стала картина Ребекки Миллер «Иди ко мне, детка». Почётного «Золотого медведя» за свой вклад в кинематограф получил Стивен Спилберг, лучшим фильмом признана документальная картина «На Адаманте» Николя Филибера.
Президентом жюри была Кристен Стюарт. 73-й фестиваль стал первым, на котором вручали приз за лучший сериал.

## Жюри фестиваля
Актриса Кристен Стюарт была избрана президентом жюри 9 декабря 2022 года. В жюри, полный состав которого был опубликован 1 февраля, также вошли актриса Гольшифте Фарахани, режиссёр и сценарист Валеска Гризебах, режиссёр и сценарист Раду Жуде, директор по кастингу и продюсер Франсин Майслер, режиссёр и сценарист Карла Симон, режиссёр и продюсер Джонни То.

## Основная конкурсная программа
В основном конкурсе приняли участие 19 картин:
| Лауреат «Золотого медведя» выделен отдельным цветом. |

| Название                            | Оригинальное название                    | Режиссёр                     | Страна                                      |
| ----------------------------------- | ---------------------------------------- | ---------------------------- | ------------------------------------------- |
| 20 тысяч разновидностей пчёл        | 20.000 especies de abejas                | Эстибалис Урресола Солагурен | Испания                                     |
| Башня без тени                      | 白塔之光                                 | Чжан Лу                      | Китай                                       |
| До конца ночи                       | Bis ans Ende der Nacht                   | Кристоф Хоххойслер           | Германия                                    |
| Кто убил BlackBerry                 | BlackBerry                               | Мэтт Джонсон                 | Канада                                      |
| Disco Boy                           |                                          | Джакомо Аббруццезе           | Франция · Бельгия · Польша · Италия         |
| Большая колесница                   | Le Grand Chariot                         | Филипп Гаррель               | Франция · Швейцария                         |
| Объясни мне, любовь                 | Ingeborg Bachmann — Reise in die Wüste   | Маргарета фон Тротта         | Австрия · Люксембург · Швейцария · Германия |
| Однажды мы расскажем друг другу всё | Irgendwann werden wir uns alles erzählen | Эмили Атеф                   | Германия                                    |
| Лимб                                | Limbo                                    | Иван Сен                     | Австралия                                   |
| Плохая жизнь                        | Mal viver                                | Жуан Канижу                  | Португалия · Франция                        |
| Музыка                              | Music                                    | Ангела Шанелек               | Германия · Франция · Греция · Сербия        |
| Прошлые жизни                       | Past Lives                               | Селин Сон                    | США                                         |
| Красное небо                        | Roter Himmel                             | Кристиан Петцольд            | Германия                                    |
| На Адаманте                         | Sur l’Adamant                            | Николя Филибер               | Франция · Япония                            |
| Выживание доброты                   | The Survival of Kindness                 | Рольф де Хир                 | Австралия                                   |
| Судзумэ закрывает двери             | すずめの戸締まり                         | Макото Синкай                | Япония                                      |
| Тотем                               | Totem                                    | Лила Авилес                  | Мексика · Дания · Франция                   |
| Манодром                            | Manodrome                                | Джон Тренгов                 | Великобритания · США                        |
| Арт-колледж 1994                    | 藝術學院                                 | Лю Цзянь                     | Китай                                       |

## Программа «Направления»
Следующие фильмы участвовали в программе:
| Название                            | Оригинальное название            | Режиссёр                          | Страна                         |
| ----------------------------------- | -------------------------------- | --------------------------------- | ------------------------------ |
| Проект «Клезмер»                    | Adentro mío estoy bailando       | Леандро Кох Палома Шахманн        | Аргентина                      |
| Взрослые                            | The Adults                       | Дастин Гай Дефа                   | США                            |
| Эхо                                 | El eco                           | Татьяна Уэсо                      | Мексика · Германия             |
| Здесь                               | Here                             | Бас Девос                         | Бельгия                        |
| В слепой зоне                       | Im toten Winkel                  | Айс Полат                         | Германия                       |
| Клетка ищет птицу                   |                                  | Малика Мусаева                    | Франция                        |
| Мой злейший враг                    | Mon pire ennemi                  | Мехран Тамадон                    | Франция · Швейцария            |
| Белое пластиковое небо              | Müanyag égbolt                   | Тибор Баножки Саролта Сабо        | Венгрия · Словакия             |
| В воде                              | 물안에서                         | Хон Сансу                         | Республика Корея               |
| Время на семью                      | Mummola                          | Тиа Коуво                         | Финляндия · Швеция             |
| Стены Бергамо                       | Le mura di Bergamo               | Стефано Савона                    | Италия                         |
| Орландо. Моя политическая биография | Orlando, ma biographie politique | Поль Б. Пресьядо                  | Франция                        |
| Самсара                             | Samsara                          | Луис Патиньо                      | Испания                        |
| Восточный фронт                     | Східний фронт                    | Виталий Манский Евгений Титаренко | США · Украина · Латвия · Чехия |
| Плохо живётся                       | Viver Mal                        | Жуан Канижу                       | Португалия · Франция           |
| Отсутствие                          | 雪云                             | У Лан                             | Китай                          |

## Программа «Панорама»
Следующие фильмы участвовали в программе:
| Название                                | Оригинальное название                                    | Режиссёр                                | Страна                                         |
| --------------------------------------- | -------------------------------------------------------- | --------------------------------------- | ---------------------------------------------- |
| Сирена (фильм открытия)                 | La Sirène                                                | Сепиде Фарси                            | Франция · Германия · Люксембург · Бельгия      |
| Зверь в джунглях                        | La Bête dans la jungle                                   | Патрик Шиа                              | Франция · Бельгия · Австрия                    |
| Проклятое наследие                      | Perpetrator                                              | Дженнифер Ридер                         | США                                            |
| Реальная история Уиннер                 | Reality                                                  | Тина Саттер                             | США                                            |
| Учительская                             | Das Lehrerzimmer                                         | Илькер Чатак                            | Германия                                       |
| Спокойная жизнь                         | Stille Liv                                               | Мален Чхве                              | Дания                                          |
| После                                   | After                                                    | Энтони Лапая                            | Франция                                        |
| Серебристая дымка                       | Silver Haze                                              | Саша Полак                              | Нидерланды · Великобритания                    |
| Сисси и я                               | Sisi & Ich                                               | Фрауке Финстервальдер                   | Германия · Швейцария · Австрия                 |
| Акушерки                                | Sages-femmes                                             | Леа Фенер                               | Франция                                        |
| Ты меня любишь?                         | Ти мене любиш?                                           | Антонина Ноябрёва                       | Украина · Швеция                               |
| Под небом Дамаска                       | Under the Sky of Damascus                                | Хеба Халед Талал Дерки Али Ваджих       | Дания · Германия · США · Сирия                 |
| Кокомо                                  | Kokomo City                                              | Д. Смит                                 | США                                            |
| Внутри                                  | Inside                                                   | Василис Кацупис                         | Греция · Германия · Бельгия                    |
| Противник                               | Motståndaren                                             | Милад Алами                             | Швеция                                         |
| Сира                                    | Sira                                                     | Аполлин Траоре                          | Буркина-Фасо · Франция · Германия · Сенегал    |
|                                         | Stams                                                    | Бернхард Браунштейн                     | Австрия                                        |
|                                         | Transfariana                                             | Жорис Лашез                             | Франция · Колумбия                             |
|                                         | Matria                                                   | Альваро Гаго                            | Испания                                        |
|                                         | Joan Baez I Am A Noise Film                              | Карен О’Коннор Мири Наваски Мейв О’Бойл | США                                            |
|                                         | Al Murhaqoon                                             | Амр Гамаль                              | Йемен · Судан · Саудовская Аравия              |
| Железные бабочки                        | Iron Butterflies                                         | Роман Любий                             | Украина · Германия                             |
| Здравствуй, тьма                        | Hello Dankness                                           | Сода Джерк                              | Австралия                                      |
| Западня                                 | Ghaath                                                   | Чхатрапал Нинаве                        | Индия                                          |
| Зелёная ночь                            | 绿夜                                                     | Хань Шуай                               | Гонконг · Китай                                |
| Проходы                                 | Passages                                                 | Айра Сакс                               | Франция                                        |
| Героико                                 | Heroico                                                  | Давид Сонана                            | Мексика · Швеция                               |
| Замок                                   | El castillo                                              | Мартин Бенчимол                         | Аргентина                                      |
| Женщина                                 | Femme                                                    | Сэм Х. Фриман Нг Чхун Пинг              | Великобритания                                 |
| Все цвета в мире — между белым и чёрным | All the Colours of the World Are Between Black and White | Бабатунде Апалово                       | Нигерия                                        |
| Кладбище фильмов                        | Au cimetière de la pellicule                             | Тьерно Сулейман Диалло                  | Франция · Сенегал · Гвинея · Саудовская Аравия |
| И, в сторону счастливых аллей           | And, Towards Happy Alleys                                | Шримойи Сингх                           | Индия                                          |
| Собственность                           | Propriedad                                               | Дэниэл Бандейра                         | Бразилия                                       |
| Дрифтер                                 | Drifter                                                  | Ханнес Хирш                             | Германия                                       |
| Вечная память                           | The Eternal Memory                                       | Маите Альберди                          | Чили                                           |

## Сериалы
- Шпион/Мастер
- Рой

## Победители фестиваля
- «Золотой медведь» за лучший фильм — «На Адаманте» французского режиссёра Николя Филибера
- Гран-при жюри («Серебряный медведь») — «Красное небо», режиссёр Кристиан Петцольд
- Спецприз («Серебряный медведь») — «Плохая жизнь», режиссёр Жуан Канижу
- «Серебряный медведь» за лучшую режиссуру — «Большая колесница», режиссёр Филипп Гаррель
- «Серебряный медведь» за лучшую роль — София Отеро («20 тысяч разновидностей пчёл»)
- «Серебряный медведь» за лучшую роль второго плана — Теа Эре («До конца ночи»)
- «Серебряный медведь» за лучший сценарий — Ангела Шанелек («Музыка»)
- «Серебряный медведь» за выдающийся художественный вклад — Элен Лувар («Disco Boy»)
- Победитель конкурса «Столкновения» — Бас Девос («Здесь»)
- Лучшая режиссура в конкурсе «Столкновения» — Татьяна Уэсо («Эхо»)
- Спецприз жюри конкурса «Столкновения» — «Самсара» (режиссёр Луис Патьино), «Орландо. Моя политическая биография» (режиссёр Поль Б. Пресьядо)
- «Золотой медведь» за лучший короткометражный фильм — «Гусеницы», режиссёры Мишель Кесервани, Ноэль Кесервани
- Гран-при жюри («Серебряный медведь») за лучший короткометражный фильм — «Marungka tjalatjunu», режиссёры Мэттью Торн, Деррик Линч

Почётного «Золотого медведя» за свой вклад в кинематограф получил Стивен Спилберг (гостям фестиваля показали его последний фильм «Фабельманы»). Почётную «Камеру Берлинале» за вклад в кинематограф получила Каролина Шанпетье.

### Независимые награды
- Приз ФИПРЕССИ[18]:
  - Основной конкурс — «Выживание доброты», режиссёр Рольф де Хир
  - Программа «Панорама» — «Спокойная жизнь», режиссёр Мален Чхве
  - Программа «Форум» — «Между революциями», режиссёр Влад Петри
  - Программа «Столкновение» — «Здесь», режиссёр Бас Девос
- Приз экуменического жюри[19]:
  - Основной конкурс — «Тотем», режиссёр Лила Авилес
  - Программа «Панорама» — «Акушерки», режиссёр Леа Фенер
  - Программа «Форум» — «Где нет Бога», режиссёр Мехран Тамадон
  - Особое упоминание — «На Адаманте», режиссёр Николя Филибер
- Премия «Тедди»[20][21]:
  - Лучший полнометражный фильм — «Все цвета в мире — между белым и чёрным», режиссёр Бабатунде Апалово
  - Лучший документальный фильм — «Орландо. Моя политическая биография», режиссёр Поль Б. Пресьядо
  - Лучший короткометражный фильм — «Marungka tjalatjunu», режиссёры Мэттью Торн, Деррик Линч
  - Приз жюри — Вики Найт («Серебристая дымка», режиссёр Саша Полак)